# Ejido Miguel Hidalgo
Ejido Miguel Hidalgo är en ort i Mexiko.   Den ligger i kommunen Hidalgotitlán och delstaten Veracruz, i den sydöstra delen av landet, 500 km öster om huvudstaden Mexico City. Ejido Miguel Hidalgo ligger 40 meter över havet och antalet invånare är 313.
Terrängen runt Ejido Miguel Hidalgo är platt. Runt Ejido Miguel Hidalgo är det ganska glesbefolkat, med 29 invånare per kvadratkilometer. Närmaste större samhälle är Cahuapan, 17,9 km öster om Ejido Miguel Hidalgo. Omgivningarna runt Ejido Miguel Hidalgo är en mosaik av jordbruksmark och naturlig växtlighet.